# Marie-Claude Charmasson
Marie-Claude Charmasson (Grenoble, 17 settembre 1941) è un'ex pilota automobilistico e pilota di rally francese, che gareggiava con lo pseudonimo di Marie-Claude Beaumont.

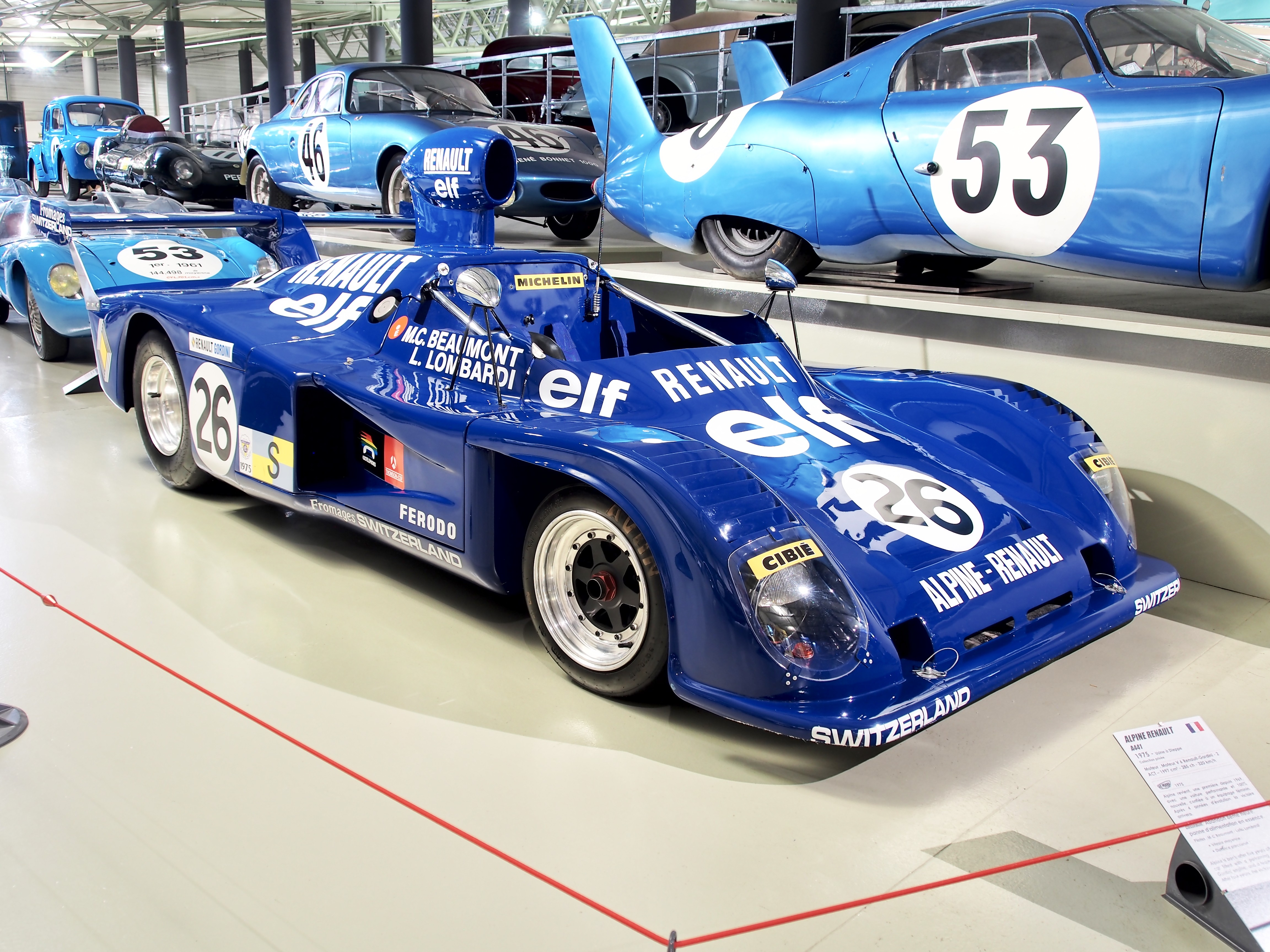
La Alpine A441 di Lella Lombardi e Charmasson guidata a Le Mans 1975

Ha partecipato a 6 edizioni consecutive della 24 ore di Le Mans (dal 1971 al 1976) e ha vinto per quattro volte (nel 1969, 1971, 1972 e 1973) il campionato femminile del Tour de France.

## Risultati nel mondiale rally

### ICM
- 1970  - Opel Commodore GS/E - 22° al Rally di Monte Carlo
- 1971 - Greder Racing - Opel Commodore GS, Opel Ascona SR, Opel Ascona 1.9 - 25° al Rally di Monte Carlo, 9° al Coupe des Alpes, 31° al Rally di Gran Bretagna
- 1972 - Greder Racing - Opel Ascona 1.9 SR, Opel Ascona - 12° al Rally di Monte Carlo, 27° al Rally di Gran Bretagna

### WRC
| 1973 | Scuderia      | Vettura                                            |     |  |     |  |  |  |  |  |  |  |  |     |     |  |  |  | Punti | Pos. |
| ---- | ------------- | -------------------------------------------------- | --- |  | --- |  |  |  |  |  |  |  |  | --- | --- |  |  |  | ----- | ---- |
| 1973 | Greder Racing | Opel Ascona 1.9 SR Opel Commodore GS/E Opel Ascona | Rit |  | Rit |  |  |  |  |  |  |  |  | Rit | Rit |  |  |  |       |      |

| 1974 | Scuderia | Vettura       |  |     |  |  |  |  |  |  |  |  |  |  |  |  |  |  | Punti | Pos. |
| ---- | -------- | ------------- |  | --- |  |  |  |  |  |  |  |  |  |  |  |  |  |  | ----- | ---- |
| 1974 |          | Renault 16 TS |  | Rit |  |  |  |  |  |  |  |  |  |  |  |  |  |  |       |      |

| 1976 | Scuderia | Vettura             |     |  |  |  |  |  |  |  |  |  |  |  |  |  |  |  | Punti | Pos. |
| ---- | -------- | ------------------- | --- |  |  |  |  |  |  |  |  |  |  |  |  |  |  |  | ----- | ---- |
| 1976 |          | Alpine-Renault A310 | Rit |  |  |  |  |  |  |  |  |  |  |  |  |  |  |  |       |      |

| Legenda | 1º posto | 2º posto | 3º posto | A punti | Senza punti | Ritirato | Squalificato | NP=Non partito C=Gara cancellata | Apice=Power stage |